# الشكل
المقصود من الشكل فلسفياً هو معنى مجرد قريب من النموذج أو البُنية، و ليس الشكل بمعناه الهندسي. المفهوم اليوناني عن الشكل سابق عن التعبيرات اللغوية عنه، حيث يتم التعبير عنه عبر عدة كلمات، تتمحور حول: مظهر الشيء و مرآه. هذه المعاني المتعددة بقيت لعدة قرون كما هي حتى ظهور التفكير الفلسفي في اليونان، عندما اكتسبت معان فلسفية أكثر تخصيصاً.
الفلاسفة السابقون لسقراط، بدءاً من طالس، لاحظوا التغير الدائمللظواهر، و بدءوا بالتساؤل عن مكمن التغيير، و كانت الإجابة أنه في الجوهر، الذي يقع وراء التغيرات الظاهرة المشاهدة. و انتهت دراسة الظواهر إلى سؤال: ما هو الشكل حقيقةً؟ و كيف يرتبط بالجوهر؟ .. لذا فإنه يمكن اعتبار أن نظرية المادة و الشكل (و تعرف اليوم ب: hylomorphism )، قد بدأت مع أفلاطون، و ربما وجدت نواتها عند بعض الفلاسفة السابقين لسقراط؛ حيث اعتبرت الأشكال كشيء موجود في شيء آخر، و هو ما سماه أفلاطون بالطبيعة (أو الفيزياء).

## عند أفلاطون
و لكن .. ما هي الأشكال؟ .. في محاورات أفلاطون، و في مجمل فلسفته عموماً، هناك شكل و تمثل لكل غرض أو قيمة في العالم، أشكال ل: الكلاب، البشر، الجبال، الشجاعة، الحب، الخير .. إذاً الشكل هو ما يجيب عن سؤال: ما هو الشيء؟ .. و قد ذهب أفلاطون إلى أبعد من ذلك، فتسائل عن مفهوم الشكل ذاته؛ حيث افترض أن الشيء هو بالأصل الشكل (بمعنى البُنية أو النموذج المثالي)، و أن الظواهر هي كالظل بالنسبة له، حيث تعتبر بمثابة تصوير لحظي للنموذج في ظروف معينة.
نظرية أفلاطون عن الأشكال تؤكد على التجريد الجوهري غير المادي للأشكال، و على  أنه ليس العالم المادي المتغير - المعروف لنا عن طريق الإحساس - هو الأكثر واقعية. يتحدث أفلاطون عن الأشكال فقط من خلال شخصيات محاوراته (بالدرجة الأولى: سقراط)، و الذي يرى أحياناً أن الأشكال هي موضوعات الدراسة الوحيدة التي يمكن ان تزودنا بالمعرفة الحقيقية.
و قد جاءت نظرية أفلاطون عن الأشكال و حديثه عنها في إطار تقديمه الحلول لبعض إشكاليات الكليات. مشكلة الكليات (كيف يمكن للشيء الواحد من الكليات أن يكون أشياء متعددة في المتعينات؟) تم حلها عن طريق افتراض أن النموذج (الشكل) هو شيء منفصل و مستقل و لكن له تمثلات متعددة في أشياء معينة، و اعتبرت المادة أحد المتعينات الممكنة.